# 朝倉家景
朝倉 家景（あさくら いえかげ）は室町時代中期の武将である。朝倉氏第6代当主。
父は朝倉教景。諱は家景のほかに、為景（ためかげ）が伝わる。一時期は父と同じく教景を名乗ったとも言われる。宝徳2年（1451年）、父に先立って死去。享年49。
家景に関する資料は少なく、事績は充分に分かっていない。『 朝倉始末記』でも、上記程度のことしか記載されておらず、同書末にある『日下部系図』でも、「文安三年丙子八月六日足羽北庄神明社再興」と記されているのみである。また群書類従所収の日下部系譜では、家景が飛ばされ、教景（心月）→孝景（英林）となっている。